# Metaalbewerking

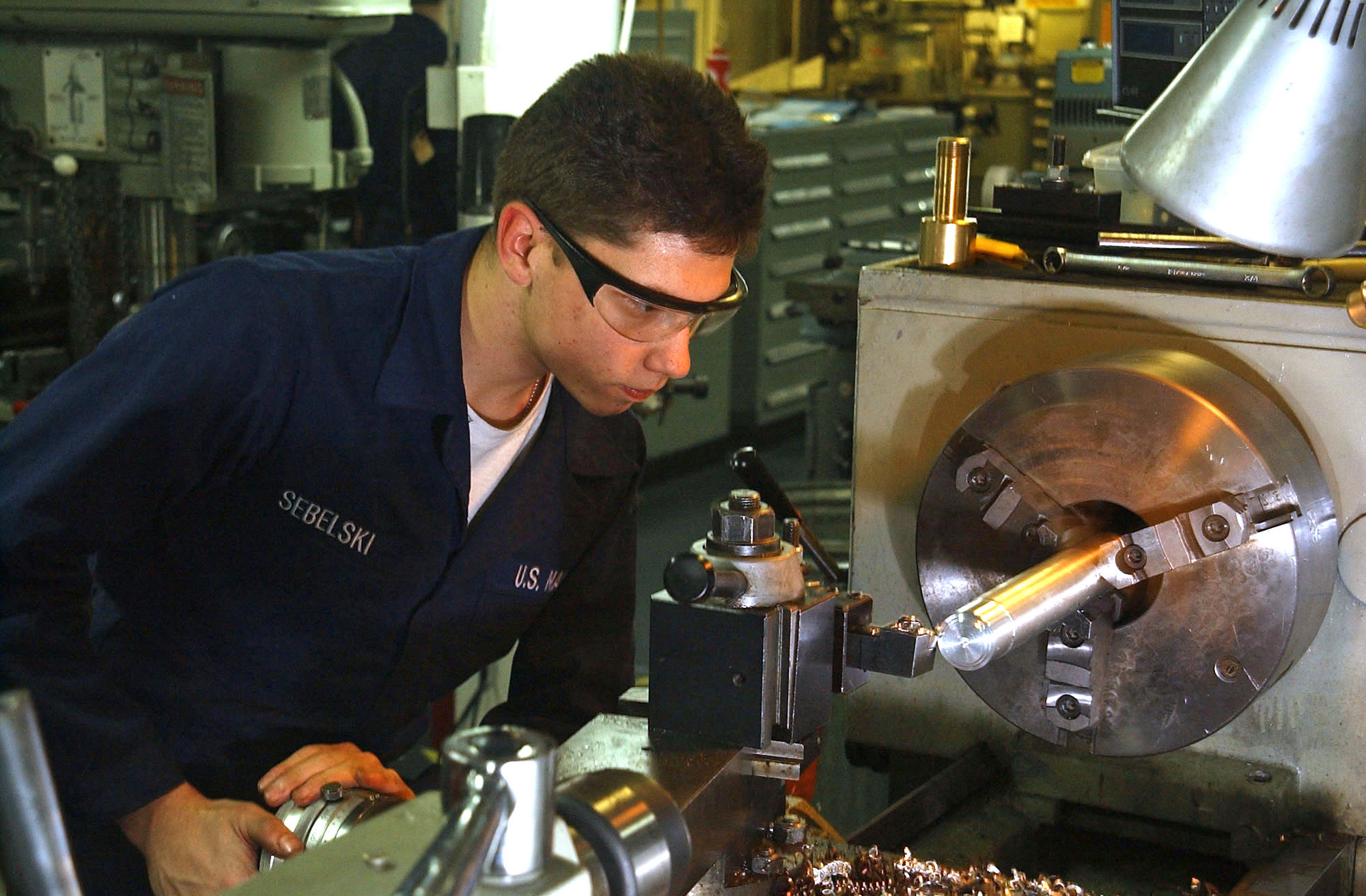
Een metaalbewerker met een staaf metaal aan een draaibank.

Metaalbewerking of metaaltechniek is de techniek van het bewerken van metalen, om daarmee individuele onderdelen, assemblages of grootschalige structuren te creëren. De term omvat een brede waaier van werkstukken, gaande van precieze motoronderdelen en delicate sieraden, tot grote schepen en bruggen. 
Metaalbewerking omvat een navenant breed scala aan vaardigheden, productieprocessen en gereedschappen. Metaalbewerking is, afhankelijk van de toepassing, een wetenschap, kunst, hobby, industrie of ambacht.
De metaalbewerking is voortgekomen uit de ontdekking in de bronstijd, dat het uitsmelten van diverse ertsen een hamer- en kneedbaar metaal voortbrengt, dat vervolgens bruikbaar is voor het maken van
voorwerpen als gereedschappen en sieraden.
Moderne metaalbewerkingsprocessen, hoewel divers en gespecialiseerd, kunnen worden gecategoriseerd als:
- verspanende processen, waaronder boren, draaien, frezen, slijpen, zagen, draadsnijden, graveren.
- niet-verspanende processen, waaronder buigen, gieten, hameren, stempelen, persen, ponsen, smeden, drijven, stansen, walsen, dieptrekken, etsen.
- verbindingsprocessen, zoals lassen, solderen, galvaniseren, plateren.